# The Principle of Moments
A Principle of Moments Robert Plant, a Led Zeppelin legendás énekesének második szólóalbuma, amely 1983. július 11-én jelent meg Plant saját kiadója, az Es Paranza gondozásában.
A Rhino Entertainment jelentette meg az újrakevert és négy bónusz számmal bővített kiadását 2007. április 3-án. Az album szerepel a Nine Lives díszdobozos kiadáson is.

## Számok listája
1. Other Arms (Robert Plant, Robbie Blunt) – 4:20
2. In the Mood (Plant, Blunt, Paul Martinez) – 5:19
3. Messin' With the Mekon (Plant, Blunt, Martinez) – 4:40
4. Wreckless Love (Plant, Blunt) – 5:18
5. Thru' With the Two Step (Plant, Blunt, Martinez) – 5:33
6. Horizontal Departure (Plant, Blunt, Martinez, Jezz Woodroffe) – 4:19
7. Stranger Here…Than Over There (Plant, Blunt, Martinez, Woodroffe) – 4:18
8. Big Log (Plant, Blunt, Woodroffe) – 5:03

2007-ben újrakevert kiadás
1. In the Mood (live) – 7:35
2. Thru' With the Two Step (live) – 11:11
3. Lively Up Yourself (live) (Bob Marley) – 3:04
4. Turnaround (Plant, Blunt, Martinez, Woodroffe) – 4:55

## Közreműködők
- Robert Plant – ének
- Robbie Blunt – gitár
- Paul Martinez – basszusgitár
- Jezz Woodroffe – billentyűs hangszerek
- Phil Collins – dob az 1-3, 5-6, 8. számban és az összes bónusz számban a 2007-es kiadáson.
- Barriemore Barlow – dob a 4. és 7. számban.
- John David – ének
- Ray Martinez – ének
- Bob Mayo – gitár, billentyűs hangszerek és ének a 9. 10. és 11. számban.

## Helyezések
Album – Billboard (Észak Amerika)
| Év   | Lista                 | Helyezés |
| ---- | --------------------- | -------- |
| 1983 | Pop Albums            | 8        |
| 1983 | The Billboard Top 200 | 13       |

Kislemez – Billboard (Észak Amerika)
| Év   | Kislemez             | Lista                 | Helyezés |
| ---- | -------------------- | --------------------- | -------- |
| 1983 | Big Log              | Mainstream Rock       | 6        |
| 1983 | Big Log              | Pop Singles           | 20       |
| 1983 | Big Log              | The Billboard Hot 100 | 50       |
| 1983 | Horizontal Departure | Mainstream Rock       | 44       |
| 1983 | In the Mood          | Mainstream Rock       | 4        |
| 1983 | In the Mood          | The Billboard Hot 100 | 39       |
| 1983 | Other Arms           | Mainstream Rock       | 1        |

## Külső hivatkozások
- Robert Plant hivatalos honlapja